# Madona de Nesvačil
La Madona de Nesvačil (en checo: Madona z Nesvačil) es una escultura de la Virgen María con el Niño Jesús. Una de las mejores Madonas bohemias del estilo bello tardío, se la considera una versión rejuvenecida de la Madona de Pilsen. La obra está atribuida a un escultor anónimo que probablemente aprendió el oficio en el taller del Maestro del Calvario de Týn. Procedente de la Iglesia del Hallazgo de la Santa Cruz en Nesvačily, la estatua se exhibe actualmente en la sección de arte medieval de la Galería Nacional de Praga.

## Descripción
La estatua, maciza y totalmente trabajada (esculpida por ambos lados), está realizada en madera de tilo, presenta policromía antigua (posiblemente original), y posee una altura de 137 centímetros. El autor, de cualidades sobresalientes, hizo uso del esquema clásico del estilo bello con un acabado algo más rígido. La Virgen sostiene al Niño en ambas manos con una pronunciada curvatura en forma de S, aunque la sensación de movimiento (contrapposto) se ve interrumpida y el rostro de María carece de la vivacidad característica del género de las bellas Madonas, pilar fundamental del estilo bello. La obra, restaurada por F. Kotrba en 1946, se distingue por el esquema simétrico de las telas con pliegues en forma de cuenco, las caídas en forma de bucle, las dos cascadas de pliegues tubulares a ambos lados, y el dobladillo horizontal a la altura de la rodilla, todo ello procedente del taller de Peter Parler. El Niño Jesús, desnudo y acostado diagonalmente con respecto a la Virgen (al igual que la Madona franciscana), es ofrecido a los fieles por su madre, lo que relaciona a María directamente con el sacrificio de Cristo, estando la obra destinada a ser vista frontalmente. A nivel compositivo, el extremo que sobresale del manto bajo la mano izquierda de Jesús, en la que sujeta una manzana, constituye una variación de la Madona de Krumlov, aunque el escultor se valió también de otros motivos ampliamente utilizados, como el gesto con el que el infante sostiene el velo de su madre (símbolo de la virginidad de María antes y después de dar a luz), presente en la Madona de Sternberg, o el motivo de un gran pliegue en la parte inferior del manto, detalle mostrado en la desaparecida Madona de Toruń. Pese a tratarse de una réplica de la Madona de Pilsen, la Madona de Nesvačil no constituye una mera toma ecléctica de patrones ni tampoco una simplificación de la complejidad de la Madona de Pilsen, sino más bien una nueva formulación del tipo tradicional.
El estilo de la talla está relacionado con algunas obras del Maestro del Calvario de Týn, como la Virgen María del Calvario de Dumlos y la Madona de la Iglesia de Santa Isabel (ambas presentan una cascada de pliegues bajo el brazo izquierdo); el San Juan Evangelista del Calvario de Týn (posee una doblez similar en la rodilla de la pierna que queda libre del peso del cuerpo); y la Madona de la iglesia franciscana de Pilsen (idéntico pliegue de las telas en el anverso), también incluida en el círculo del taller del Maestro del Calvario de Týn. Según algunos expertos, el autor de la escultura fue un tallista que trabajó en el taller del Maestro y se independizó hacia 1410.

## Galería de imágenes

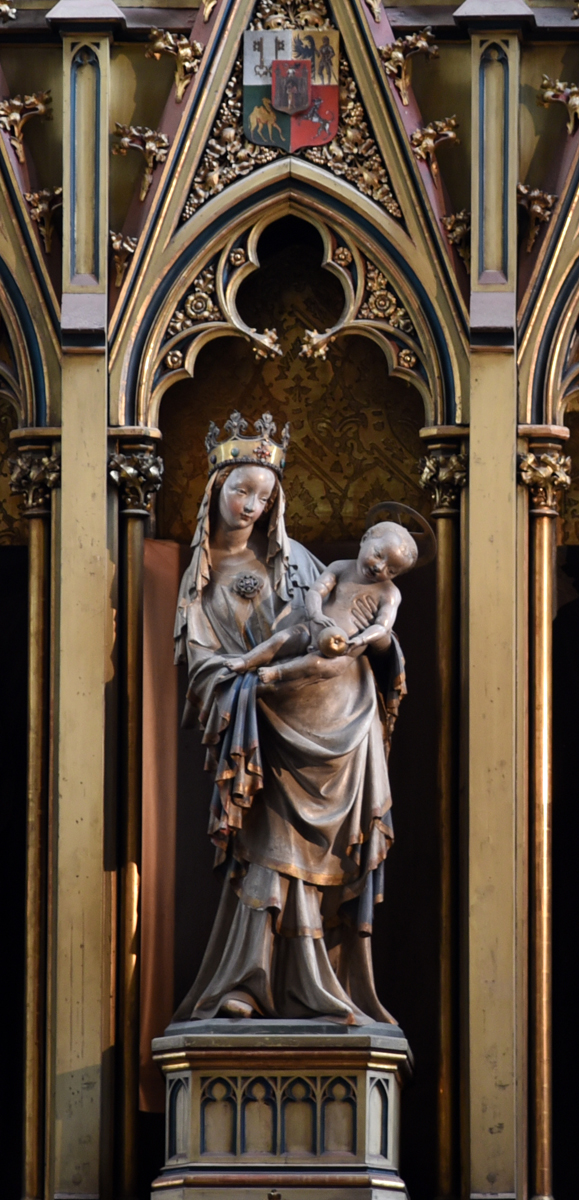
Madona de Pilsen.
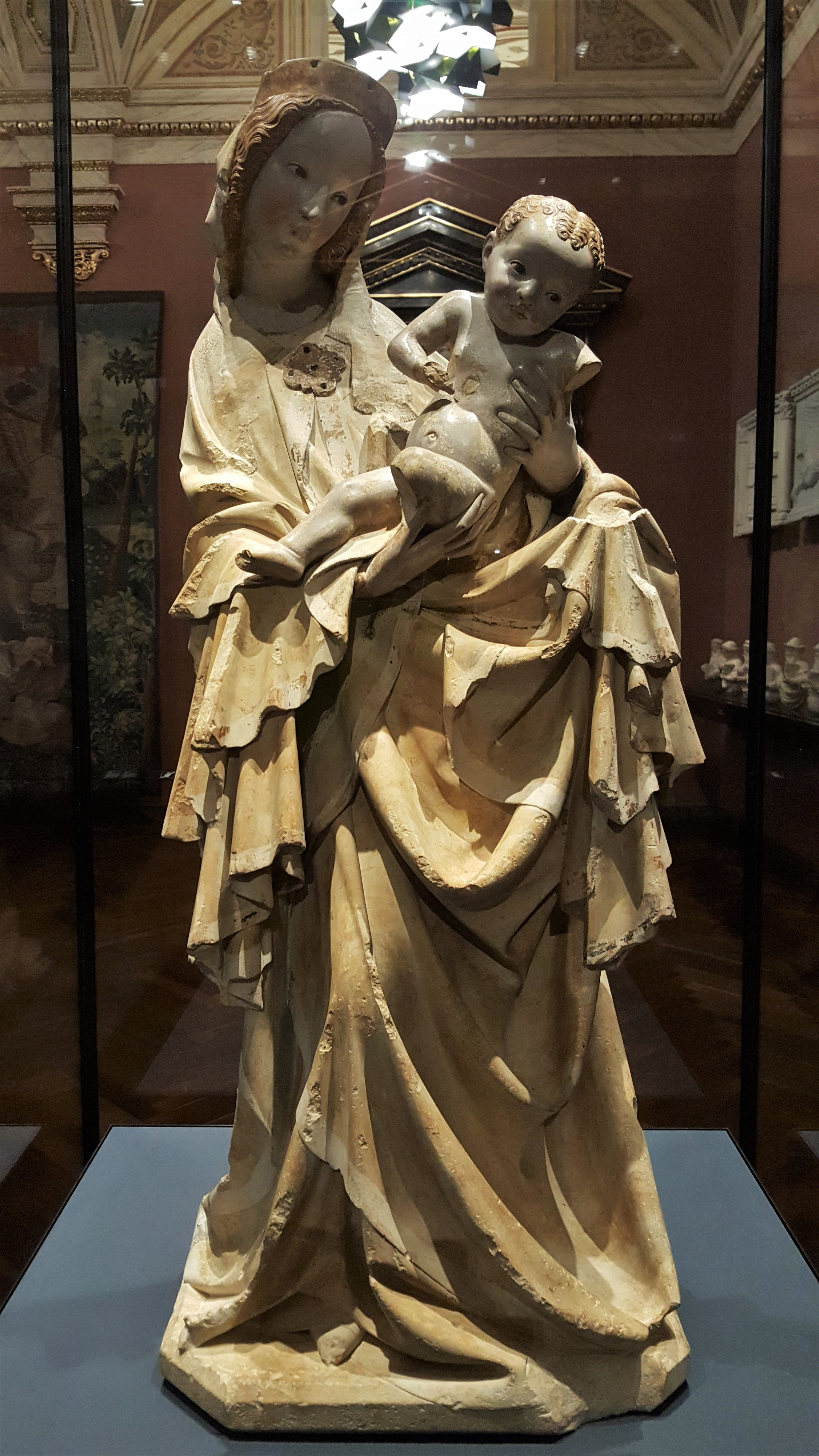
Madona de Krumlov.
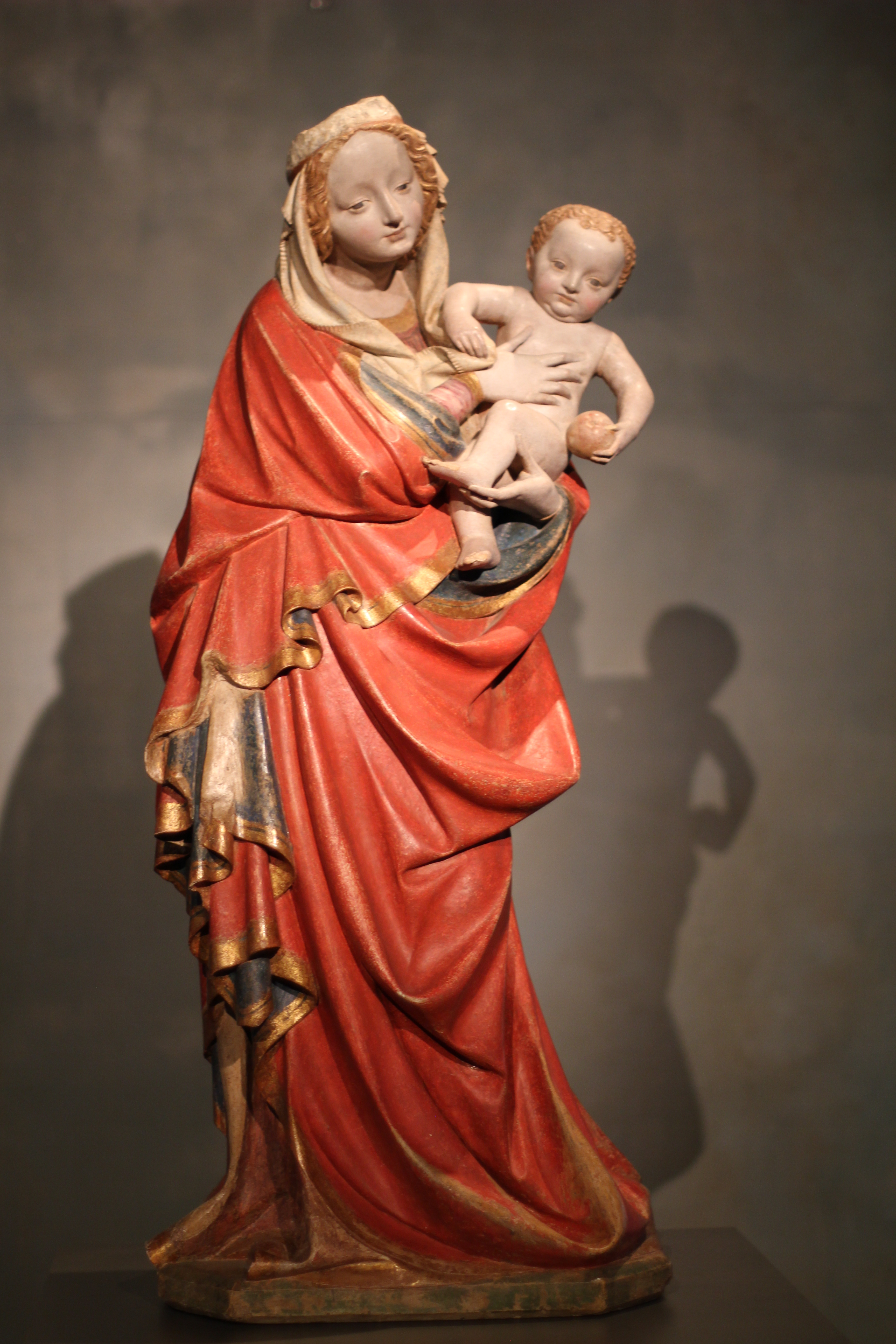
Madona de Sternberg.
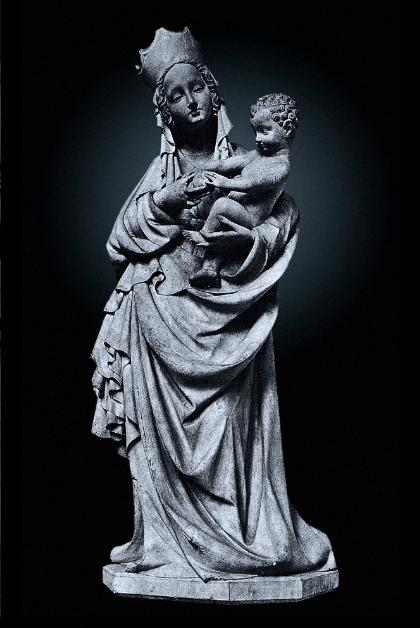
Madona de Toruń.